# سیارک ۵۸۹۴
سیارک ۵۸۹۴ (به انگلیسی: 5894 Telc، نامگذاری:1982RM1) پنج هزار و هشتصد و نود و چهارمین سیارک کشف شده‌است که در ۱۴ سپتامبر ۱۹۸۲ کشف شد.
قدر مطلق سیارک برابر ۱۳٫۵۰ است.